# Новое (Сосновский сельсовет, Вологодский район)
Новое — деревня в Вологодском районе Вологодской области на реке Ёма.
Входит в состав Сосновского сельского поселения, с точки зрения административно-территориального деления — в Сосновский сельсовет.
Расстояние по автодороге до районного центра Вологды — 35,5 км, до центра муниципального образования Сосновки — 16 км. Ближайшие населённые пункты — Поповка, Шеино, Воскресенское.
По переписи 2002 года население — 8 человек.